# ایرشایر (نژاد گاو)
ایرشایر (انگلیسی: Ayrshire cattle) یکی از نژادهای گاو شیری است که اصالت آن به منطقه ایرشایر در جنوب غربی اسکاتلند برمی‌گردد. گاوهای بالغ در این نژاد از ۴۵۰ الی ۶۰۰ کیلوگرم وزن دارند. نژاد ایرشایر دارای رنگ سفید و قرمز است که شاخصه اصلی تشخیص آن محسوب می‌گردد، البته رنگ قرمز می‌تواند از محدوده نارنجی تا قهوه‌ای تیره را دربر گیرد. این نژاد به دلیل مقاومت و سازگاری بالا و همچنین توانایی زیاد در تولید شیر نسبت به علوفه مصرفی، بسیار مشهور است. نقطهٔ قوت این نژاد، شیر با کیفیت، زایمان آسان و طول عمر زیاد است.
در فارم‌های پرورشی، این نژاد به‌طور گسترده پرورش داده می‌شود و با هلشتاین فریزن و براون سوییس رقابت می‌کند. هر چند این نژاد شیر کمتری نسبت به هلشتاین فریزن و براون سوییس تولید می‌کند، اما مقاومت ایرشایر نسبت به کمبود غذا و زمین حاصل‌خیز و دمای بالا بسیار بیشتر است.